# 418419 Lacanto
418419 Lacanto è un asteroide della fascia principale. Scoperto nel 2008, presenta un'orbita caratterizzata da un semiasse maggiore pari a 2,8532782 au e da un'eccentricità di 0,1106909, inclinata di 15,76554° rispetto all'eclittica.